# Halfdan Rasmussen
Halfdan Wedel Rasmussen (ur. 29 stycznia 1915 w Kopenhadze, zm. 2 marca 2002 w Hornbæk) – duński poeta oraz działacz polityczny. Jego poezja zaliczana jest do nurtu literatury nonsensu.

## Życiorys
W czasie okupacji niemieckiej był jednym z naczelnych poetów ruchu oporu. W 1941 ukazał się jego debiutancki tomik wierszy Soldat eller menneske. Dużą rozpoznawalność przyniosła mu powojenna twórczość, w której dotykał kwestii społeczny oraz praw człowieka. Opublikował kilkadziesiąt tomików wierszy, w tym: Korte Skygger (1946), På knæ for livet (1948), Den som har set september (1949), Aftenland (1950), Forventning (1951) og Fremtiden er forbi (1985).
W 1979 Amnesty International Denmark wydało książkę z poezją dotyczącą praw człowieka. Znalazł się w niej jeden wiersz Halfdana Rasmussena – Ikke Bødlen, który został później przetłumaczony na pierwszą zwrotkę piosenki Rogera Watersa – Each Small Candle.
Był aktywnym działaczem ruchu anarchosyndykalistycznego i od dwudziestki współpracował z tygodnikiem syndykalistycznym „Arbejdet” (pol. „Praca”). Na początku lat 60. pomagał redagować i publikować wspomnienia rewolucyjnego syndykalisty Christiana Christensena. Później był również aktywny w duńskim ruchu antynuklearnym oraz kampaniach przeciwko członkostwu w UE oraz w Amnesty International.

## Życie prywatne
W latach 1943–1973 był żonaty z pisarką Ester Nagel, a następnie z Signe Plesner Andersen.

## Nagrody
W czasie życia był kilkukrotnie uhonorowany literackimi nagrodami, m.in.: 
- 1958 – Złoty Laur za Tosserier
- 1965 – Kulturministeriets forfatterpris for børne- og ungdomsbøger
- 1978 – Herman Bangs Mindelegat
- 1988 – Wielka Nagroda Akademii Duńskiej